# Internationell makroekonomi
Internationell makroekonomi handlar om hur de makroekonomiska förhållandena påverkas av att en nation har ekonomiskt utbyte med andra länder. Utbytet kan vara export och import av varor och tjänster, men också att arbetskraft flyttar mellan länder och att företag investerar utanför sitt hemland. Dessutom studeras de rent finansiella flödena mellan länder, det vill säga transaktioner med pengar och värdepapper utan att varor eller tjänster är inblandade, inom den internationella makroekonomin. De makroekonomiska frågorna som påverkas av det ekonomiska utbytet mellan länder är till exempel produktion och sysselsättning, räntor och investeringar, inflation och tillväxt. Andra begrepp och företeelser som studeras inom ämnet är valutor, växelkurser, penningmängd samt finans- och penningpolitik.

## Professorer
- Seppo Honkapohja, universitetet i Cambridge, Storbritannien (2004–2007)[1].